# حسن إمام عمر
حسن إمام عمر مؤرخ سينمائي مصري مخضرم من مواليد قرية «كفر السبيل» بمحافظة القليوبية  في 3 سبتمبر 1918. شقيقه هو فؤاد مدير إذاعة وادي النيل، وابن شقيقه الإذاعي إمام عمر. توفي حسن إمام عمر في 24 يناير 2007 عن عمر يناهز 89 سنة.

## نشأته الأولى
كان والده الشيخ الأزهرى يؤهله منذ مولده للالتحاق بالأزهر، فحفظ القرآن والمعلقات السبع وألفية ابن مالك. واستمر حسن الصغير يدرس في الأزهر عاماً كاملاً إلى أن ضاق بالدراسة الدينية وبالجبة والقفطان والعمامة وقرر أن يقلد أبناء عمومته ممن يرتدون البنطلون القصير والطربوش وتحول إلى المدرسة الابتدائية وأظهر نبوغًا واضحًا واحتل المركز الثاني في الشهادة الابتدائية على مستوى القطر المصري، وذهب إلى القاهرة ليلتحق بالمدرسة الإبراهيمية التي اختارها المخرج المسرحي «زكي طليمات»، لتكون مقراً لمحاضرات معهد التمثيل الذي أنشأه بعد عودته من دراسة فن المسرح في أوروبا.

## بداية نشاطه الفني
استهواه الفن، وقرر أن يكتب عنه وأرسل مقالاً لمجلة «الصباح» الفنية عام 1932  وفوجئ بنشره وفوجئ بأنه أصبح محرراً فيها بقسم السينما، الذي يرأسه المخرج الشهير فيما بعد «أحمد بدرخان». ثم رئيسًا للقسم بعد سفر بدرخان في بعثة لدراسة السينما برعاية طلعت باشا حرب، وعطلته الصحافة عن دراسته في كلية التجارة. راسل أيضاً مجلة «الصور المتحركة» وهي أول مجلة سينمائية عربية متخصصة، بالإضافة إلى مجلة «معرض السينما» إلى أن صدرت مجلة «الكواكب» عن دار الهلال، والتي رأس تحريرها فيما بين عامي 1980 و1983. وكانت أهم دراسة لحسن إمام عن تاريخ السينما في مصر كتبها عام 1945 في «مجلة السينما»، وفيها رصد الأفلام التي عرضت منذ عام 1927 حتى 1945. وثق حسن إمام عمر تاريخ الفن المصري كاملاً ممثلين ومخرجين وباقي عناصر العمل السينمائي، وذلك خلال برنامجه التليفزيوني الشهير «نجوم لها تاريخ» الذي كان يذاع عبر شاشة التليفزيون المصري.
سجل حسن إمام عمر حلقات عن أعلام الفن المصري ورواد السينما المصرية أمثال: «بشارة واكيم»، و«استيفان روستي»، و«حسن فايق»، و«ماري منيب»، و«رشدي أباظة»، و«عبد الفتاح القصري»، و«عبد السلام النابلسي»، و«حسين رياض»، و«زكي رستم»، و«عباس فارس»، و«محمود شكوكو»، و«محمد كمال المصري»، و«أم كلثوم»، وغيرهم كثيرين. تميز حسن إمام عمر في دقته في نقل المعلومات الصحيحة عن الفنانين بالإضافة إلى شرح أبعاد تفاصيل عملهم الفني السينمائي.

## حياته الإجتماعية
كان بيت حسن إمام عمر في ميدان لاظوغلى بالقاهرة هو قِبلة نجوم الفن ونجماته، وفيه كانت تتكشف الأسرار وتُصنع الأخبار، ولسنوات طويلة كانت عزومة سهرة الثلاثاء في بيت حسن إمام عمر «مقدسة»، وكانت الشقة تضيق بالضيوف من نجوم الوسط الفني على رأسهم شلة مسرح المتحدين وصاحبه سمير خفاجة ونجومه عادل إمام وسعيد صالح وحسن مصطفى، الذين ينصرفون في ساعات الصباح الأولى.
كان الرجل يرتبط بعلاقة صداقة إنسانية مع كل نجوم الوسط الفني ونجماته، حيث استضاف فريق عمل فيلم «الزوجة الثانية»، (للمخرج فطين عبد الوهاب وبطولة رشدي أباظة وشادية)، للتصوير في العزبة التي يملكها مع إخوته في قليوب، وعندما تسربت أخبار عن تعثر مشروع الزواج بين عبد الحليم حافظ وسعاد حسنى اتصل حسن إمام عمر بسعاد وطلب منها أن تذهب إليه في بيته ليفهم منها الحقيقة، وحسب ما كتب في أوراقه فقد اعترفت له بحبها لحليم ورغبتها في الزواج منه، لكنها تخشى أن تتحول من زوجة إلى ممرضة، ولذلك فهو المحرر الفني الذي لا يتسول خبرًا.. بل يصنع الأخبار.

## حسن إمام عمر عميد الصحافة الفنية (كتاب)
وضع الناقد والمؤرخ السينمائي المصري سمير فريد كتاباً عن حسن إمام عمر وذكرياته وأوراقه في أكثر من 230 صفحة. روى حكايات كثيرة عن حسن إمام عمر، وكيف حصل على ثقافته الفنية حيث كان يدفع بالكتب الإنجليزية والفرنسية إلى مترجمين جالسين أمام دار القضاء العالي لترجمتها والدراسة فيها. وروى عن لقاء عمر مع أم كلثوم التي كانت تصور فيلمها الثاني «نشيد الأمل» عام 1937 للمخرج أحمد بدرخان  الذي وجه له الدعوة لحضور أول يوم تصوير في الأستديو.
الكتاب يتكون من:
خمسة فصول: الأول (حوار مع حسن إمام عمر) - الثاني (بدايات الصحافة الفنية) - الثالث (حسن إمام عمر ودوره في تطور الصحافة الفنية) - الرابع (قراءة في مجلة «الأستوديو») - الخامس (قراءة في مجلة «أهل الفن»).
خمسة ملاحق: الأول (دراسة السينما في مصر) - الثاني (نماذج من نقد الأفلام) - الثالث (سطور في حياة) - الرابع (صور من حياة) - الخامس (شهادات وجوائز).

## علاقته بالرئيس السادات
بدأت صداقة حسن إمام عمر بالرئيس المصري السابق «أنور السادات» في فريق التمثيل بالمدرسة الإبراهيمية الثانوية، وكان الطالب الصغير حينها محمد أنور السادات مولعًا بالفن ومن هواة التمثيل، وشارك في بعض العروض المسرحية. وعندما ذهب السادات ليؤسس دار التحرير ويصدر جريدة الجمهورية فإنه لم ينس صديقه حسن إمام عمر، فاستدعاه وأسند إليه رئاسة قسم الفن بجريدة الثورة، وفى سجلات دار التحرير كان حسن إمام عمر هو الصحفى رقم 2 بعد رئيس تحرير الجريدة «حسين فهمى»، وكان حسن إمام من أقرب أصدقاء السادات ورفيقه الدائم في لعبة الطاولة. وبسبب علاقته الوطيدة والقديمة بالسادات فإنه استخرج له تصريحا ليكون من بين المحررين المسموح لهم بدخول مجلس قيادة الثورة وتغطية أنشطته، رغم أن حسن إمام عمر لم تكن له علاقة بالسياسة، فقط ليجد فرصة للقاء صديقه القديم، كما منحه ميزة استثنائية بأن يعود إلى بيته في أي وقت من ساعات الليل، وحتى نعرف قدر تلك الميزة لا بد أن نذكر أن شقة حسن إمام على بعد أمتار من وزارة الداخلية، وكان وزير الداخلية شعراوى جمعة قد أصدر قرارا بإغلاق الشارع المحيط بالوزارة في الليل كنوع من الاحتياطات الأمنية، وكان لا يُسمح لأحد بالمرور إلا بتصريح خاص والوحيد الذي كان مسموحًا له بالمرور في أي وقت وبلا تصاريح هو حسن إمام عمر.
وافق السادات لصديقه حسن إمام عمر المحرر الفنى لجريدة الجمهورية بإصدار مجلة فنية أسبوعية عن دار التحرير حملت اسم «أهل الفن»، حظيت بنجاح سريع وتأثير لافت في الوسط الفنى. وفى العدد 24 من المجلة انفرد حسن إمام عمر بخبر زواج أم كلثوم من الدكتور حسن الحفناوى، ولم يكن حسن إمام عمر يتصور أن الخبر الذي نشره يمكن أن يسبب كل هذه الأزمة، فقد استدعاه السادات، وعندما دخل مكتب السادات كان مشغولًا في مكالمة تليفونية وفهم من سياقها أن على الطرف الآخر الرئيس عبدالناصر وأنه غاضب بشدة، وحسب ما حكاه له السادات فيما بعد أن عبد الناصر قال له نصًا: الولد ده يقعد في البيت، ولم تفلح محاولات السادات في تهدئته وفى نزع فتيل الأزمة أو معالجتها بهدوء وإنقاذ صديقه، وأُجبر السادات على توقيع قرار بفصل حسن إمام عمر عام 1954، وبذل السادات جهدا مضاعفا لإقناع أم كلثوم بالعفو عن صديقه، الذي توقف راتبه ولم يجد مصدرا للرزق سوى كتابة البرامج للإذاعة، وكان يقدم برنامجا فنيا في إذاعة الشرق الأدنى اسمه «صوت الفن»، وهو الاسم نفسه الذي اختاره عبد الحليم حافظ لشركته الفنية، التي أسسها مع محمد عبدالوهاب ووحيد فريد ودفع حليم لحسن إمام عمر عشرة جنيهات (على سبيل المداعبة) ثمنًا لاسم برنامجه الذي أصبح أشهر شركة لإنتاج الأغاني.
ظل حسن إمام عمر على صلة بالسادات حتى بعد أن أصبح رئيسًا للجمهورية، والثابت من أوراق حسن إمام عمر أنه هو الذي اقترح عليه إقامة عيد سنوي للفن يكرم فيه الرئيس بنفسه رموز الفن والإبداع، وحدث بعد اغتيال السادات في أكتوبر 1981 أن تلقى حسن إمام عمر دعوة من هيئة الإذاعة البريطانية لتسجيل ذكرياته مع السادات.

## شهادات وجوائز
ميدالية تذكار الاحتفال باليوبيل الذهبي لفرقة رمسيس (فرقة أمين الهنيدي) 1973
ميدالية الاحتفال باليوبيل الذهبي للسينما المصرية (وزارة الثقافة والإعلام) 1977
جائزة الجمعية المصرية لكتاب ونقاد السينما (1978)
ميدالية طلعت حرب في عيد السينما الأول (1982)
ميدالية العيد الفضى للتليفزيون (1985)
شهادة العيد الستين للسينما المصرية (مهرجان القاهرة) 1987
جائزة تقديرية من مهرجان الإسكندرية (1995)
جائزة تقديرية من جمعية فناني وكتاب وإعلامي الجيزة (1996)
جائزة مهرجان القاهرة بمناسبة الدورة العشرين (1996)
جائزة شرف شخصية من المركز الكاثوليكي للسينما (1997)
جائزة مجلة السينما والناس بمناسبة عيدها العشرين (1998)
نوط الامتياز من الرئيس حسني مبارك (1990)
شهادة نوط الامتياز من الرئيس حسني مبارك (1990)

## أفلامه
فيلم «تيتاوونج» للمخرجة أمينة محمد، عام 1937
فيلم «خلود» للمخرج عز الدين ذو الفقار، عام 1948 (مدير الدعاية)  
فيلم «يسقط الاستعمار» للمخرج حسين صدقي، عام 1952 (كتب القصة والسيناريو)
فيلم «الشيخ حسن (ليلة القدر)» للمخرج حسين صدقي، عام 1954 (مدير الدعاية)
فيلم «بحر الغرام» للمخرج حسين فوزي، عام 1955 (الدعاية)    

## وصلات خارجية
- حسن إمام عمر على موقع الدهليز
- حسن إمام عمر على موقع قاعدة بيانات الأفلام العربية
- https://www.dostor.org/2226714 حسن إمام عمر
- https://www.albawabhnews.com/4248213 حسن إمام عمر